# ユルバン・ジャン・フォーリー
ユルバン・ジャン・フォーリー（Urbain Jean Faurie, 1847年1月1日 - 1915年7月4日）はパリ外国宣教会所属のフランス人宣教師である。
1873年（明治6年）に訪日し、翌1874年（明治7年）頃から布教活動の傍ら植物採集をおこなった。日本で活動した「最後の外国人プラントハンター」と言われている。

## 生涯

### 生い立ち
1847年（弘化4年）1月1日、 フランスのオーヴェルニュ地方にあるデュニエール村の農家に生まれる。生まれた時から身体が弱く、幼児の時に耳の病気になり聴覚障害者となった。両親は方々の医者に診せたり様々な薬を試したが治らず、母親はフォーリーを連れてラルーヴェスク（Lalouvesc（フランス語版））にある聖フランシスコ・レジス（John Francis Regis（フランス語版））の墓に巡礼したところ聞こえるようになった。1958年（安政5年）にラ・サール会経営の小学校を卒業した後、モニストロルの小神学校に入学し、1869年（明治2年）にはパリ外国宣教会の神学校に進学した。卒業後の1873年（明治6年）6月7日、司祭に叙階されたのち、直ちに日本へ派遣され同年8月21日に来日した。

### 新潟赴任と植物との出会い
来日後、しばらくは日本語学修の傍らカトリック神田教会の前身である外国語学校でフランス語を教える教師をしていたが、1873年（明治6年）の秋には助任司祭として新潟教会へ赴任した。新潟での布教活動はまったく成果が上がらず、フォーリーは悲嘆する日々を送っていたが、1874年（明治7年）に植物学者のアドリアン・ルネ・フランシェより依頼を受け、日本の植物採集を始めた。また同年4月には新潟教会の主任司祭だったイブラードのもとへ原敬が書生として働く事となったため、フォーリーは原と日常生活を共にし日本語を学んだ。
フォーリーは新潟を中心に新発田や五泉、三条地方へ布教活動も兼ねて植物採集を行い、標本をフランスのフランシェへ送った。1875年（明治8年）、フランシェはフォーリーの標本を元にルドヴィク・サバティエと共に『日本植物目録』(Enumeratio Plantarum in Japonia Sponte Crescentium) を発表した。更に1879年（明治12年）には『フランス植物学会誌』第26巻82頁に自身の研究を発表した。その後、フランシェはパリ自然史博物館に勤務するようになったため、フォーリーもパリ自然史博物館との関係を結ぶようになった。
1875年（明治8年）9月、主任司祭のイブラードが横浜へ転任となり、原敬も新潟を去った。翌10月にイブラードの後任であるドルワールが新潟教会の主任司祭に着任すると、フォーリーはドルワールと共に布教活動を行った。この頃になると少しずつ信徒も増え布教活動の成果が見られるようになったが、1877年（明治10年）9月に新潟へ赴任してきたツルペンと交代し東京へ転出した。

### 東京脱出
1876年（明治10年）10月にカトリック神田教会の助任司祭に赴任したが、1879年（明治12年）6月にはカトリック浅草教会へ転属し、カトリック本所教会設立や孤児院の運営に携わった。1881年（明治14年）には浅草教会主任司祭のラングレーが病に倒れ孤児の世話が出来なくなったため、フォーリーは孤児院の院長に任命される。しかし、院長の職務に不満だったフォーリーは「自分が日本に来たのは小さい子供たちの小便の世話をするために来たのではない」と言って嘆いた。その後、フォーリーは東京脱出を企て、意図的に孤児院にあった立派な日本庭園を上司に無断で破壊し、野菜畑に変えてしまった。この行為は予想通り多くの信徒の反感を招き、次第にフォーリーへの非難が激しくなっていった。それに対し、初めは黙殺の態度をとっていた日本北緯使徒座代理区教区長のピエール・マリー・オズーフも、ついにフォーリーを北海道及び青森県の巡回布教師という職を与え函館へ転出させた。

### 青森、北海道へ
1881年（明治14年）12月、すでに東京を離れ札幌に来ていたフォーリーは、1882年（明治15年）1月15日、札幌に伝道所を開設する。また弘前では教会建設のために土地を購入した。その後、東京に戻りフォーリーの後任としてジャン・ピエール・レイが孤児院を担当することになったので、1883年（明治16年）の8月頃、正式に函館に赴任した。函館にはすでにペティエが赴任しており、函館地区をペティエ、その他の北海道全域と千島、青森県全域という広大な地域をフォーリーが受け持つ事となった。青森・北海道においての布教活動は順調に進み信徒も順調に増え、1884年（明治17年）には青森に伝道所を開設し、その合間にも植物採集を行った。
1887年(明治20年)、パリ自然史博物館から通信員として委嘱されたことにより、植物採集の範囲はさらに広がった。また弘前地方のリンゴ栽培家と交流のあったフォーリーは、当時、形を仕立てず自然のままに育てる自然仕立が最良と考えられていた時代に整枝剪定思想を指導した。この剪定方法は改良された後「一文字刈り」と呼ばれ、害虫や病気には有効だったが、収穫量があまり思わしくないという理由からあまり普及しなかった。しかし、これを境に様々な剪定方法が生まれ、自然仕立から整枝剪定へと変わっていった。またフォーリーは西洋ブドウの栽培指導、ブドウ酒の醸造方法、リンゴジャムと缶詰の製法、さらに桜桃や西洋野菜の栽培指導を行った。同年5月には、以前購入した弘前の土地に聖堂と集会所を建設した。建設費用はフォーリーがパリ自然史博物館に標本を送って得た謝礼金が充てられた。
1891年（明治24年）4月17日、日本北緯使徒座代理区より北海道と東北地方を分離して函館使徒座代理区が設立され、同年6月15日には函館司教区に昇格し、教区長にベルリオーズが就任した。ベルリオーズはフォーリーの担当地域が広く、また植物採集活動の範囲も次第に広域になったことを考慮し、1890年（明治23年）から1894年（明治27年）の間、青森県を他の司祭の担当とした。1893年（明治26年）には「新撰日本苔蘚譜」を著作したが、長年休む間も無く植物採集活動と布教活動を行っていたため、フォーリーの健康状態は少しずつ悪化した。

### 強制帰国
1894年（明治27年）、長い間の過労と粗食が原因となり、フォーリーは胃痛と頭痛に苦しんだ。翌1895年（明治28年）3月、フォーリーは教区長のベルリオーズに帰国して休養するように命じられ、しかたなくフランスへ帰国することとなったが、船に500kgもの植物を持ち込み、帰国途中にも甲板で植物を乾かして標本作りを行った。フランスへ帰ってからも標本作りとその整理に熱中し、それらの標本をフランス、イギリス、イタリア、アメリカなどの植物学者に送った。1896年（明治29年）12月5日に日本へ戻ると、フォーリーは青森教会主任及び青森県巡回布教師に任命された。

### 青森教会主任司祭として
フォーリーがフランスへ帰国していた間に、日本では三国干渉などの影響で欧米人に対する日本人の態度が一変し、布教活動が非常に難しくなっていた。教区長のベルリオーズは布教体制を強化するためフォーリーのもとに1897年（明治30年）にビアニック、翌1898年（明治31年）にはモンジュを助任司祭として赴任させた。フォーリーも青森市寺町にあった仮教会では不都合が多かったので、植物標本を送って得た謝礼金で青森市浦町の土地建物を購入し、教会を移転した。1899年（明治32年）3月27日、フォーリーはフランス政府よりフランス学士院の会員に推薦され、翌1900年（明治33年）にはフランス学士会より植物名誉勲章が贈られた。
1904年（明治37年）2月8日、日露戦争が勃発するとフランスがロシアの同盟国なこともあり、フォーリーらカトリックのフランス人宣教師たちはスパイとしての嫌疑を受けた。他のキリスト教（プロテスタント、聖公会、正教会等）も同様に疑われキリスト教全体の布教活動が停頓状態に陥る中、フォーリーは植物採集の報酬を資金として粛々と布教活動を行った。 1906年（明治39年）4月、かねてから希望していた朝鮮半島での採集を10月まで滞在して行った。1908年（明治41年）には樺太へ植物採集に行き、豊原市に地所を購入、伝道所を開設した。
1909年（明治42年）5月からハワイへ渡航し植物採集に行ったが、フォーリーが留守中の翌1910年（明治43年）5月3日、青森市安方町の菓子製造工場煙突からの火の粉が強風にあおられ、隣家に燃え移り、4時間ほどの間にほぼ市内全域を焼き尽くす大火災が発生した。この火災により青森教会も教会堂や司祭館など大部分を焼失したが、植物貯蔵庫だけはレンガ造りのため焼失を免れ、標本は無事だった。フォーリーはすぐに帰国し、教会の再建計画を立てるとともに教会を一時、浦町へ移転した。青森教会は1913年（大正2年）に再建されたが、その再建費用の大半はフォーリーが支出した。

### 台湾へ
青森教会が再建された1913年（大正3年）11月、教区長のベルリオーズに「植物採集と司牧のどちらが大切か？」と問われたフォーリーは、青森教会の主任司祭を辞任し、植物採集を目的として台湾へ向かった。同年12月9日に基隆へ到着し、北部の大屯山や新店、烏来地方、中部地方の角板山や阿里山、南は高雄市まで植物採集を行った。
1916年（大正4年）5月、台北の教会に花蓮港に居住する日本人信者から「結婚式のための神父を派遣してほしい」との要請があったが、この教会の司祭は多忙により行けなかったので、フォーリーに代役を依頼した。同月29日、フォーリーは花蓮港に向かい結婚式を司式した後、露営しながら鳳林などの原住民族が暮らす地域へ入り植物採集を行い台北へ戻ったが、その直後から気分が悪くなり、頻繁に鼻血を出すようになった。周囲の勧めで台北病院へ行き診察を受けた結果、鼻腔深くにヤマビルが2匹侵入していたので、これを取り除いた。同年6月9日、再び診察を受け血液検査を行ったが異常は発見されなかったため、周囲は入院を勧めたがフォーリーは頑として断り教会へ帰った。しかし、病状は悪化の一途を辿り、同年7月1日より病床に臥せ、7月4日死去した。昏睡状態の中、無意識のうちにミサや祈祷をささげる動作や、植物標本の整理と思われる動作などを繰り返し、看護していた人たちに深い感動を与えた。

### 死後

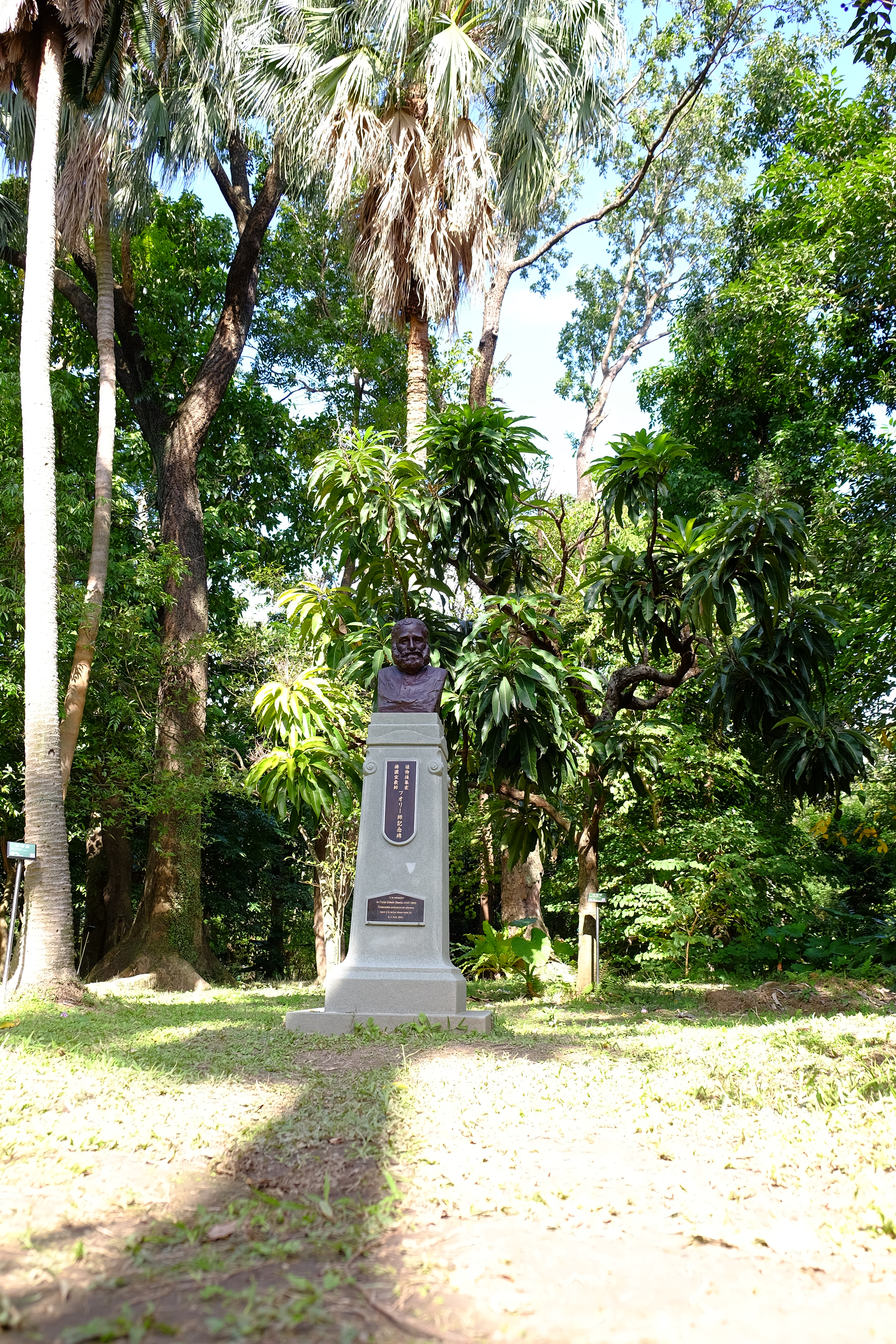
ユルバン・ジャン・フォーリー銅像(臺北植物園)

1916年（大正4年）7月6日、台北大稲埕教会にて葬儀が行われ、教会関係者のほか、多くの植物学会関係者が参列し、植物学者の宮部金吾、早田文藏、工藤祐舜らが弔電をよせた。1917年（大正5年）、早田文藏は菌学者の澤田兼吉ら日本植物学会の有志と共にフォーリーの功績を後世に伝えるため、植物学会誌に記念碑建設計画の記事を載せて全国の植物学者に寄付を呼びかけ、集まった寄付金で台北植物園に銅像を建設し、1918年（大正6年）12月22日に除幕式が行われた。
フォーリーの死後、その貴重な植物標本が国外へ持ち出されたり散逸してしまうことを憂えた植物学者の小泉源一は、同じく植物学者の郡場寛、フォーリーと親交のあった木梨延太郎と協議し、その標本を京都大学に保管する必要を訴えて運動を起こした。この運動を知った実業家の岡崎忠雄は1920年（大正8年）12月に遺族から25000フランで標本を購入し、京都大学へ寄贈した。

## 功績
来日当初から布教活動の傍ら植物採集に励み、その足跡は樺太から台湾、朝鮮半島、ハワイにまで及び、採集した植物をフランスをはじめとする海外へ送った。植物学者としての業績は、現代使用されている植物図鑑の索引を引いてみれば「フォーリー」の名前が冠した植物が多くある事でわかる。フォーリーの採取した標本のうち新種は約400種にも及び、世界の植物学関係雑誌に紹介された。その標本を研究するため、当時の日本における植物学の権威だった宮部金吾、中井猛之進、児玉親輔、工藤祐舜、牧野富太郎など多くの学者がフォーリーの邸宅に訪れたため、当時の東奥日報に「仏人フォリー氏のおかげで本市は日本の学府となった」と紹介された。またフォーリーの死後、青森浜町教会（現在の本町教会）に収蔵されていた遺品の標本は約10000種、62440個と膨大な数であった。
| 西暦   | 和暦     | 主な採集場所 | 備考                   |
| ------ | -------- | --- | ---------------------- |
| 1874年 | 明治7年  | 新潟近郊 |                        |
| 1883年 | 明治16年 | 札幌、根室、小樽、青森、弘前、三本木、田名部                                                                                   |                        |
| 1886年 | 明治19年 | 秋田県、岩手県、国後島 |                        |
| 1887年 | 明治20年 | 八甲田山、日光、奄美大島、沖縄県                                                                                               |                        |
| 1888年 | 明治21年 | 鳥海山、佐渡、浅間山、仙台、弘前                                                                                               |                        |
| 1889年 | 明治22年 | 国後島 |                        |
| 1890年 | 明治23年 | 江差、網走、岩手山 |                        |
| 1891年 | 明治24年 | 江差、根室、礼文島、択捉島 |                        |
| 1892年 | 明治25年 | 釧路 |                        |
| 1893年 | 明治26年 | 苫小牧、根室、釧路、阿寒湖、利尻島                                                                                             |                        |
| 1894年 | 明治27年 | 秋田地方 |                        |
| 1897年 | 明治30年 | 北海道、岩木山、青森、八戸、宮城県の鬼首、妙高山                                                                               |                        |
| 1898年 | 明治31年 | 磐梯山、富士山、戸隠山、伊豆半島、伊吹山、高知県のタケオ山、岩手山、盛岡                                                       |                        |
| 1899年 | 明治32年 | 国上山、大山、阿蘇山、祖母山、利尻島                                                                                           |                        |
| 1900年 | 明治33年 | 市房山、剣山、桜島 |                        |
| 1901年 | 明治34年 | 対馬、宮津、神戸 |                        |
| 1902年 | 明治35年 | 金華山、三陸地方 |                        |
| 1903年 | 明治36年 | 宮島、台湾（台北、円山、基隆、淡水、屈尺）、駒ケ岳、妙義山、浅間山、有馬、梵珠山                                               |                        |
| 1904年 | 明治37年 | 山形県の高湯、秋田県、三陸地方、北海道                                                                                         |                        |
| 1905年 | 明治38年 | 駒ケ岳、御岳、乗鞍岳 |                        |
| 1906年 | 明治39年 | 朝鮮半島 | 滞在期間 4月 - 10月    |
| 1907年 | 明治40年 | 朝鮮半島 | 滞在期間 5月 - 10月    |
| 1908年 | 明治41年 | 樺太 |                        |
| 1909年 | 明治42年 | ハワイ | 滞在期間 5月から1年半  |
| 1910年 | 明治43年 | 青森 |                        |
| 1912年 | 大正元年 | 高尾山、妙義山、伊豆湯ヶ島 |                        |
| 1913年 | 大正2年  | 台北、円山、北投、淡水 | 台湾へ渡航する（12月） |
| 1914年 | 大正3年  | 台北、円山、北投、基隆、淡水、新店、打狗、万金庄、ライ社、桃園、鶯歌石、後里庄、烏来地方、阿里山、錫口、頂内埔庄、観音山、嘉義 |                        |
| 1915年 | 大正4年  | 台北、北投、阿里山、嘉義、大屯山、角板山、花蓮港                                                                               | 7月4日死去             |